# Història del surf de vela

Inicis del windsurf.

La història del windsurf es remunta a la dècada dels 30, quan el gran pioner del surf, Tom Blake (1902-1994), en un dia en què els seus braços es trobaven cansats de "remar" a la recerca de bones onades que surfejar, va pensar que seria una bona idea propulsarse amb el vent. Per això, i després d'experimentar una mica, va inserir un molt bàsic aparell a la seva taula i va cridar a la seva invenció "sailing surfboard". Havia nascut el windsurf.

## Inicis

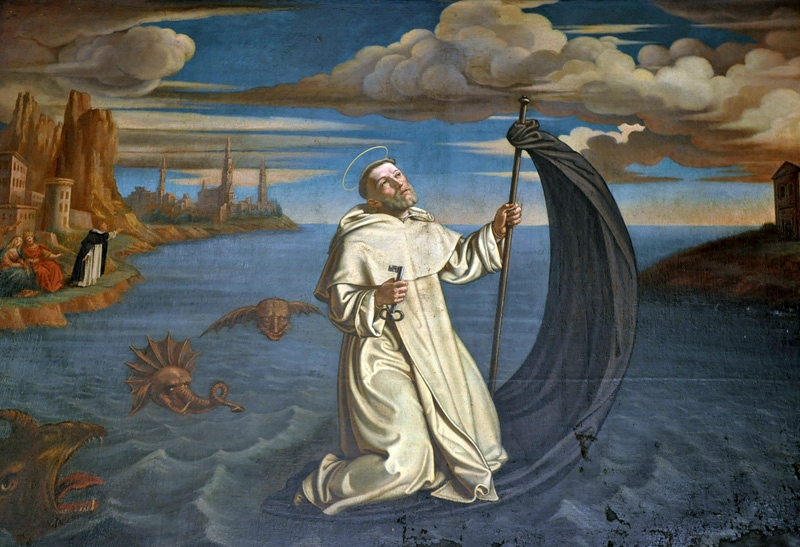
El viatge de Sant Ramon de Penyafort

Hom ha identificat com a precedent d'aquest esport un episodi de la vida de Sant Ramon de Penyafort en què el sant viatjà de Sóller a Barcelona damunt la seva capa utilitzant com a vela part de la capa i el seu bastó. Arran d'aquest fet hom l'ha volgut identificat com a patró del windsurf.
Aquesta modalitat no va tenir gran acceptació ni difusió i transcórrer al voltant de 30 anys, fins que l'any 1964 el nord-americà Newman Darby, ajudat per la seva dona Naomi, va dissenyar la primera "taula a vela", mentre es trobava de vacances al riu Susquehanna, Pennsilvània. La idea d'usar un aparell de mà muntat en un acoblament universal, per controlar petites embarcacions, havia rondat el cap de Darby des de finals de la dècada dels 40, encara que mai l'havia portat més enllà.
La taula original dissenyada per Darby tenia un format rectangular, portava sòlidament encaixats un pal i una vela amb forma de barrilet i es dirigia mitjançant l'acció d'una barra horitzontal subjecta als dos costats de la vela.
A partir d'aquest moment, els Darby començar a organitzar el que va ser la primera empresa de taules a vela, que es va cridar Darby Industry s Inc, amb Ken Darby (germà de Newman) com a president, Newman encarregat dels dissenys i Naomi, de les promocions.
L'any 1965, aquest nou invent va començar a tenir difusió, i el començament de la fabricació en forma massiva d'equips de windsurf es va iniciar el 1970, de la mà de l'enginyer aeronàutic i navegant Jim Drake i el surfer Hoyle Schweitzer, ambdós del sud de Califòrnia, qui, després d'experimentar amb diversos prototips, van dissenyar una planxa de vela a la qual van cridar "Windsurfer". El material utilitzat en la fabricació d'aquestes taules va ser el polietilè, deixant així de banda la fibra de vidre utilitzada fins al moment, que era més costosa i menys duradora.
El 1973 Schweitzer va adquirir la meitat de la patent corresponent a Jim Drake. Darby i Schweizer-Drake, no havien sentit parlar els uns dels altres fins a l'any 1976, en què va començar una milionària baralla legal pels drets de la invenció de la taula a vela. Mentrestant, a Hawaii, començaven a gestar idees que revolucionarien el món del windsurf conegut fins al moment.

## Revolució del windsurf
La revolució del windsurf es gesta cap a l'any 1977, quan dos hawaiians, Horgan i Stanley, van experimentar com tots els altres windsurfistes, el problema de navegar amb forts vents i onades encrespades: perdien el control de la taula i eren catapultats a l'aigua, donant-se forts cops.
Els Kailua Kids (de la platja Kailua, a l'illa principal Oahu l'arxipèlag Hawaii) com es denominava als iniciadors d'aquest esport a Hawaii, van decidir posar-los footstraps (cintes encoixinades o cingles) per subjectar els peus a la taula i tenir així total domini sobre ella. Això va permetre navegar amb fermesa i obtenir majors velocitats, però l'orsa començar a destorbar i la van eliminar, continuant a més amb el procés d'escurçar el llarg de la taula, ja que es van adonar que la taula es tornava més "manejable" amb vents forts i onades grans com més curta era.
El 1980, Mike Waltze, un altre Kailua Kid, va desenvolupar una maniobra vital, el waterstart (sortida des de l'aigua), sense utilitzar la drissa (terme per aixecar la vela de l'aigua). Aquesta tècnica que després va ser apresa per tots, va permetre reduir encara més la mida de la taula de manera que va arribar a no tenir flotació llevat que hagués moviment. Tanmateix, això la va fer més maniobrable i capaç d'entrar en onades tan grans com les de la coneguda platja Hookipa de Maui (Hawaii). La flotabilitat d'una taula ve definida des de llavors pel que s'anomena volum d'aquesta: a major volum, major flotabilitat i viceversa.
Les botavares llargues que xocaven i queien molt a l'aigua, van ser ràpidament escurçades, dissenyant veles més esveltes i per evitar els problemes de distorsió (el famós efecte de "flamejar") pel vent, es van introduir en ella els sabres que després van anar augmentant la seva longitud fins a arribar al pal. Aprofitant aquesta millora i per crear un perfil de la vela òptim, es van desenvolupar els cambers, que són les peces plàstiques que indueixen la vela a mantenir una posició ideal per captar més vent i que són emprats en veles orientades a obtenir una major velocitat en sacrifici d'una major maniobrabilitat i lleugeresa.
Els beneficis d'aquests canvis a poc a poc es van anar introduint també a Europa, que va mantenir les taules grans de "Division II", "Raceboard" i "One Design", acceptant la nova proposta com "funboard", especialitat per vents forts i amb diverses modalitats on l'espectacularitat i la diversió són fonamentals, convertint-lo en l'esport més popular i atractiu d'entre tots els de vela.
Cada sofisticació que s'introdueix s'aconsegueix incrementar la velocitat de la taula. L'anglès Fred Haywood ser el primer a trencar la barrera dels 30 nusos, el que era increïble uns anys abans i ara és natural fins per a un navegant mitjanament preparat. Cada any a Weymouth, sud d'Anglaterra, se celebren proves entre embarcacions de vela per proclamar la més veloç i són els prototips de windsurf sempre els premiats en aquesta obsessió per la velocitat, navegant cap a 50 nusos i més de 80 km / h.
Durant les temporades del 83-84 es va donar la major expansió de l'esport, en industrialitzar-la manufactura de taules i espelmes. En aquests anys les espelmes es fabriquen amb materials ultralleugers com el mylar o monofilm, els pals de fibra de vidre, alumini, carbó o kevlar, i les taules estudiades centímetre a centímetre es fan tant en fibra de vidre a mà (denominades custom) com també en grans motlles de plàstic.
Finalment el 1984 el windsurf va ser reconegut com el més jove esport olímpic tot i no tenir ni 20 anys de pràctica. No es va permetre bombar (pumping) la vela ni l'ús d'arnès, exigint així als concursant una molt bona condició física. Per a les competicions, es va escollir el recorregut triangular en totes les embarcacions de vela i es va uniformitzar la taula, donant-li preferència primer a la de Ostermann Windglider, després a les Lechner, i en 1996-2000 la "Mistral One Design".

## Durant els últims anys
Per al 2004 ja es presenten canvis i sembla que la Formula Windsurfing serà la triada per a aquesta recolzada per totes les grans associacions i promou objectius que la fan més justa.
L'increment del vent, les grans onades, els salts espectaculars i la gran velocitat aconseguida, han fet que s'estudiïn una sèrie d'articles per evitar situacions de risc: el casc, protectors d'espatlles, etc.
En aquest any s'incorpora la taula rs:x als jocs olímpics d'Atenes. Aquesta modalitat ha sigut olímpica fins als jocs de Londres 2012, on de moment per Río 2016 han suprimit el windsurf com disciplina olímpica, introduint el kitesurf.

## Desenvolupament i pràctica actual
Hawaii i específicament Maui és el centre del desenvolupament del windsurf amb gent de la talla de Robby Naish, Matt Schweitzer (fill de Hoyle), Mike Waltze o Bjorn Dunkerbeck. Allà arriben de tot el món a conèixer els avenços i veure les millors onades, però per molt la major quantitat de practicants és a Europa, preferentment a França, Alemanya, Anglaterra i últimament a Espanya. Avui dia els Clubs Med o Resorts inclouen el windsurf dins dels seus programes d'esbarjo per a tenir molta demanda.
I així el somni d'un surfista cansat un dia de remar a la recerca d'onades, s'ha convertit en un esport amb milions de fanàtics a tot el món que desesperen en sentir el so del vent i el rugit de les onades.